# Мония
Мония, или мадагаскарский пастушок (лат. Monias benschi) — птица семейства Мадагаскарские пастушки, данный вид является эндемиком мадагаскарских колючих зарослей.
Единственный вид семейства, у которого наблюдается половой диморфизм.
Самка отличается от самца рыжими перьями груди и горла.
Обитает в сухих листопадных лесах Мадагаскара, большую часть которых составляют деревья из рода Didierea. Питается мелкими беспозвоночными и семенами, приподнимая слой гнилых листьев и вырывая их из песка. Средний возраст птиц составляет более пяти лет.
Входит в категорию уязвимых видов Красной книги МСОП. Находится под угрозой исчезновения главным образом из-за уничтожения естественной среды обитания — лесов. Собаки и крысы, занесённые на остров людьми, а также охотники, являются врагами монии. Предполагается, что в природе обитают около 115 000 особей монии.